# Andreé González
Andreé González, vollständiger Name Andreé Aníbal González Frustacci (* 30. Juni 1975, San Cristóbal, Venezuela) ist ein ehemaliger venezolanischer Fußballspieler.

## Karriere

### Verein
González ist der Sohn des ehemaligen uruguayischen Fußballprofis Gervasio Washington González. Sein Vater stand bei Nacional, Rentistas und Liverpool Montevideo unter Vertrag stand.
Andreé „Varilla“ González begann seine Karriere bei Peñarol Montevideo. Dort spielte er von 1993 bis 1996. Er debütierte dort im Alter von 18 Jahren und war mit geringfügiger Einsatzzeit am Gewinn der uruguayischen Meisterschaft 1995 und 1996 beteiligt. Nach einer Zwischenstation 1997 bei Liverpool Montevideo kehrte er 1998 zu Peñarol zurück. 1997 sind dabei sieben Tore bei 23 Einsätzen, 1998 zwei Treffer in zwölf Spielen für ihn verzeichnet. 1999 spielte er sowohl beim FC Caracas als auch erneut bei Liverpool Montevideo (11 Spiele/2 Tore).
In der Spielzeit 1999/2000 kam er in Spanien bei Recreativo de Huelva in zehn Spielen der Segunda División zum Einsatz. Sein Ligadebüt feierte er dort am 5. Januar 2000 bei der 0:2-Auswärtsniederlage gegen Leganés, sein letzter Einsatz datiert vom 4. Juni 2000 gegen Osasuna. Für das Jahr 2000 wird über eine Station bei Peñarol berichtet. Elf Einsätze (kein Tor) in der höchsten uruguayischen Spielklasse werden dafür geführt. In den Jahren 2001 bis 2003 soll er als Spieler des Centro Atlético Fénix 90 Ligaspiele absolviert und acht Tore geschossen haben. In der Spielzeit 2004 lief er elfmal in Reihen von Defensor Sporting in der Primera División auf und traf einmal ins gegnerische Tor. Von der Saison 2004/05 bis in diejenige 2007/08 spielte er bei Unión Atlético Maracaibo in Venezuela. 2007 soll er auch für Estudiantes de Mérida gespielt haben. In der Saison 2007/08 ist zunächst ein Engagement bei Fénix und sodann beim ebenfalls in Montevideo beheimateten Verein River Plate Montevideo verzeichnet, bei denen er zu je vier Saisoneinsätzen kam. Für River Plate Montevideo erzielte er dabei einen Treffer. 2008 stand er sodann in seiner Heimat bei Monagas Sport Club unter Vertrag und bestritt 14 Ligapartien (kein Tor). Es folgten zwei weitere Stationen in Uruguay. Zunächst war er beim Durazno F.C. aktiv. In der Saison 2009/10 absolvierte er 14 Erstligaspiele (kein Tor) für den Club Sportivo Cerrito. Im Jahr 2010 folgten ab August fünf Einsätze (kein Tor) für den venezolanischen Klub Zulia FC in der Primera División.

### Nationalmannschaft
„Varilla“ González ist auch Mitglied der venezolanischen Fußballnationalmannschaft, für die er bislang zwischen 1999 und 2008 17 Länderspiele absolviert hat. Erstmals wurde er vom seinerzeitigen Nationaltrainer José Omar „Pato“ Pastoriza berufen. Später setzte dann vor allem Richard Páez auf ihn. Er nahm an der Copa América 2007 in Venezuela teil, blieb aber ohne Turniereinsatz.